# توانیر
شرکت مادرتخصصی مدیریت تولید، انتقال و توزیع نیروی برق ایران (توانیر) شرکتی زیرمجموعهٔ وزارت نیروی ایران است که مسئولیت «توسعهٔ تأسیسات تولید، انتقال و عمده‌فروشی برق» را در این کشور برعهده دارد. از دی ماه سال ۱۴۰۲ مصطفی رجبی مشهدی مدیرعامل شرکت توانیر است.

## تاریخچه
توسعهٔ سریع صنعت برق در ایران فکر ایجاد وزارت‌خانه‌ای برای تأمین آب و برق موردنیاز کشور را ایجاد کرد و برهمین‌اساس در ۲۲ اسفند ۱۳۴۲ «وزارت آب و برق» تأسیس شد. در تیرماه ۱۳۴۴ قانون توسعهٔ مؤسسات برق غیردولتی به تصویب مجلس شورای ملی و مجلس سنا (مجلسِینِ وقت) رسید. همین‌طور، براساس مادهٔ ۲ قانون سازمان برق ایران، در سال ۱۳۴۶ به وزارت آب و برق اجازه داده شد تا کشور را از نظر تأمین برق بدون الزام به پیروی از تقسیمات کشوری به مناطقی تقسیم و به‌تدریج نسبت به تأسیس شرکت‌های برقِ منطقه‌ای اقدام کند.
در سال ۱۳۴۸ نیز شرکت توانیر با مسئولیت توسعهٔ تأسیسات تولید، انتقال و عمده‌فروشی برق تشکیل شد.
در ۲۸ بهمن ۱۳۵۳، با محول‌کردن برنامه‌ریزی جامع و هماهنگ کردن فعالیت انرژی در سطح کشور به وزارت آب و برق، این وزارت به وزارت نیرو تغییرنام یافت و در همان سال و سال بعد، تغییراتی در اساسنامهٔ «شرکت توانیر» ایجاد شد. پس از انقلاب ایران (۱۳۵۷) و با شرایط جدیدی که در صنعت برق از نظر کیفی و کمّی ایجاد شد، مسئلهٔ تغییرات در ساختار صنعت برق اهمیت ویژه‌ای یافت و سرانجام «شرکت توانیر» در مهرماه سال ۱۳۷۴ به «سازمان مدیریت تولید و انتقال نیروی برق ایران (توانیر)» تبدیل و وظایف و مأموریت‌های معاونت امور برقِ وزارت نیرو به این سازمان محول و پست مدیرعامل این سازمان به معاونت امور برق داده شد.
بالاخره در جلسهٔ مورخ ۲۷ آذر سال ۱۳۸۱ هیئت وزیران، بنا به پیشنهاد وزارت نیرو و تأیید سازمان مدیریت و برنامه‌ریزی کشور و وزارت امور اقتصادی و دارایی، در ساختار شرکت توانیر تغییراتی ایجاد و اساسنامهٔ آن به نام شرکت مادر تخصصی مدیریت تولید، انتقال و توزیع نیروی برق ایران (توانیر) به تصویب رسید.
شرکت‌های زیر مجموعه توانیر شامل ۱۶ شرکت برق منطقه‌ای و ۳۹ شرکت توزیع برق هستند.

شرکت‌های منطقه ای برق ایران و قلمرو آنها

## شرکت‌های زیرمجموعه

### شرکت‌های برق منطقه‌ای
- شرکت برق منطقه‌ای آذربایجان
- شرکت برق منطقه‌ای اصفهان
- شرکت برق منطقه‌ای باختر
- شرکت برق منطقه‌ای تهران
- شرکت برق منطقه‌ای خراسان
- شرکت برق منطقه‌ای خوزستان
- شرکت برق منطقه‌ای زنجان
- شرکت برق منطقه‌ای سمنان
- شرکت برق منطقه‌ای سیستان و بلوچستان
- شرکت برق منطقه‌ای غرب
- شرکت برق منطقه‌ای فارس
- شرکت برق منطقه‌ای کرمان
- شرکت برق منطقه‌ای گیلان
- شرکت برق منطقه‌ای مازندران
- شرکت برق منطقه‌ای هرمزگان
- شرکت برق منطقه‌ای یزد

### شرکت‌های توزیع نیروی برق
- توزیع نیروی برق تهران بزرگ
- توزیع نیروی برق آذربایجان غربی
- توزیع نیروی برق آذربایجان شرقی
- توزیع نیروی برق استان اصفهان
- توزیع نیروی برق استان اردبیل
- توزیع نیروی برق استان ایلام
- توزیع نیروی برق استان البرز
- توزیع نیروی برق استان چهارمحال و بختیاری
- توزیع نیروی برق استان بوشهر
- توزیع نیروی برق استان خراسان رضوی
- توزیع نیروی برق خراسان جنوبی
- توزیع نیروی برق استان خوزستان
- توزیع نیروی برق استان خراسان شمالی
- توزیع نیروی برق استان سمنان
- توزیع نیروی برق استان زنجان
- توزیع نیروی برق استان فارس
- توزیع نیروی برق استان سیستان و بلوچستان
- توزیع نیروی برق استان قم
- توزیع نیروی برق استان قزوین
- توزیع نیروی برق استان کرمانشاه
- توزیع نیروی برق استان کردستان
- توزیع نیروی برق استان گلستان
- توزیع نیروی برق استان کهگیلویه و بویر احمد
- توزیع نیروی برق استان لرستان
- توزیع نیروی برق استان گیلان
- توزیع نیروی برق استان مرکزی
- توزیع نیروی برق استان مازندران
- توزیع نیروی برق استان همدان
- توزیع نیروی برق استان هرمزگان
- توزیع نیروی برق استان یزد
- توزیع نیروی شمال استان کرمان
- توزیع نیروی برق جنوب استان کرمان
- توزیع نیروی برق اهواز
- توزیع نیروی شهرستان اصفهان
- توزیع نیروی برق شیراز
- توزیع نیروی برق تبریز
- توزیع نیروی غرب مازندران
- توزیع نیروی شهرستان مشهد
- توزیع نیروی استان تهران

### شرکت مدیریت شبکه برق ایران
- سازمان توسعه برق ایران
- سازمان انرژیهای نو ایران (سانا)
- سازمان بهره‌وری انرژی ایران (سابا)
- مدیریت پروژه‌های نیروگاهی ایران (مپنا)
- توسعه صنایع نیروگاهی ایران

## برخی مدیران سابق
- محمد احمدیان
- محمد بهزاد
- همایون حائری
- محمدحسن متولی‌زاده
- آرش کردی